# Jumento Celestino
"Jumento Celestino" é uma canção da banda Mamonas Assassinas lançada em 1995 em seu primeiro e único álbum Mamonas Assassinas e composta pelos integrantes Dinho e Bento Hinoto.

## História
Jumento Celestino e as canções Pelados em Santos e Robocop Gay foram as primeiras canções compostas pelo grupo e as únicas compostas antes da tentativa de contrato do grupo. Inicialmente, eles tinham apenas essas três músicas, mas a gravadora só os contrataria caso tivessem dez. Eles disseram que tinham 7 e fariam o resto em uma semana.
No início da música, há um trecho, "De quem é esse jegue?", retirado da música "Rock de Jegue", do cantor Genival Lacerda. A canção também conta com acordeão, tocado por Cezar do Acordeão, e triângulo, tocado por Rick Bonadio, o Creuzebek.